# 184620 Pippobattaglia
A 184620 Pippobattaglia (ideiglenes jelöléssel 2005 RA24) a Naprendszer kisbolygóövében található aszteroida. V. S. Casulli fedezte fel 2005. szeptember 10-én.